# Christmas Album (album, Canned Heat)
Christmas Album je vánoční studiové album americké blues-rockové skupiny Canned Heat, vydané 25. září 2007 u Fuel 2000.

## Seznam skladeb
1. Deck the Halls
2. The Christmas Song
3. Christmas Blues
4. Santa Claus Is Coming to Town
5. I Won't Be Home for Christmas
6. Christmas Boogie (Canned Heat, Levenson, Barry)
7. Santa Clause Is Back in Town
8. Jingle Bells
9. Christmas Blues
10. Boogie Boy (Little Drummer Boy) (Canned Heat, Lucas, Robert)
11. Christmas Blues